# Făgăraș
Făgăraș (pronunciat en romanès: [fəɡəˈraʃ] ; alemany: Fogarasch, Fugreschmarkt, hongarès: Fogaras) és una ciutat del centre de Romania, situada al comtat de Brașov. Es troba al riu Olt i té 28.330 habitants a partir del 2011. Es troba a la regió històrica de Transsilvània i és la principal ciutat d'una subregió, Țara Făgărașului.

## Geografia
La ciutat està situada als contraforts de les muntanyes Făgăraș, al seu costat nord. La travessa la carretera DN1, de 66 quilometres (41 mi) oest de Brașov i a 76 quilometres (47 mi) est de Sibiu. A la banda est de la ciutat, entre un camp abandonat i una benzinera, es troba el centre geogràfic de Romania, a 45° 50′ N, 24° 59′ E / 45.833°N,24.983°E.
El riu Olt flueix d'est a oest pel costat nord de la ciutat; el seu afluent dret, el riu Racovița, aboca a l'Olt, a la banda oest de la ciutat. El riu Berivoi (o Făgărășel) s'alimenta del Racovița des de la dreta; solia portar aigua a una important planta química (ara tancada) situada als afores de la ciutat.
La petita part de la ciutat que es troba al nord de l'Olt es coneix com a Galați. Antic poble registrat per primera vegada el 1396, fou incorporat a Făgăraș el 1952.

## Nom
Segons el lingüista Iorgu Iordan, el nom de la ciutat és un diminutiu romanès d'un hipotètic nom col·lectiu *făgar ("fageda"), presumiblement derivat de fag, "faig".
Una altra font del nom es diu que deriva de la paraula hongaresa per a"perdiu" (fogoly). Una explicació més plausible és que el nom el dona el riu Fogaras que prové del petxeneg "Fagar šu", que significa aigua de cendra. Una altra font del nom ve donada per l'etimologia popular per ser hongarès, com la representació de"fusta"(fa) i "diners" (garas), amb llegendes que afirmen que els diners fets de fusta s'havien utilitzat per pagar als camperols que van construir la fortalesa (Ciutadella de Făgăraș) cap al 1310.

## Història

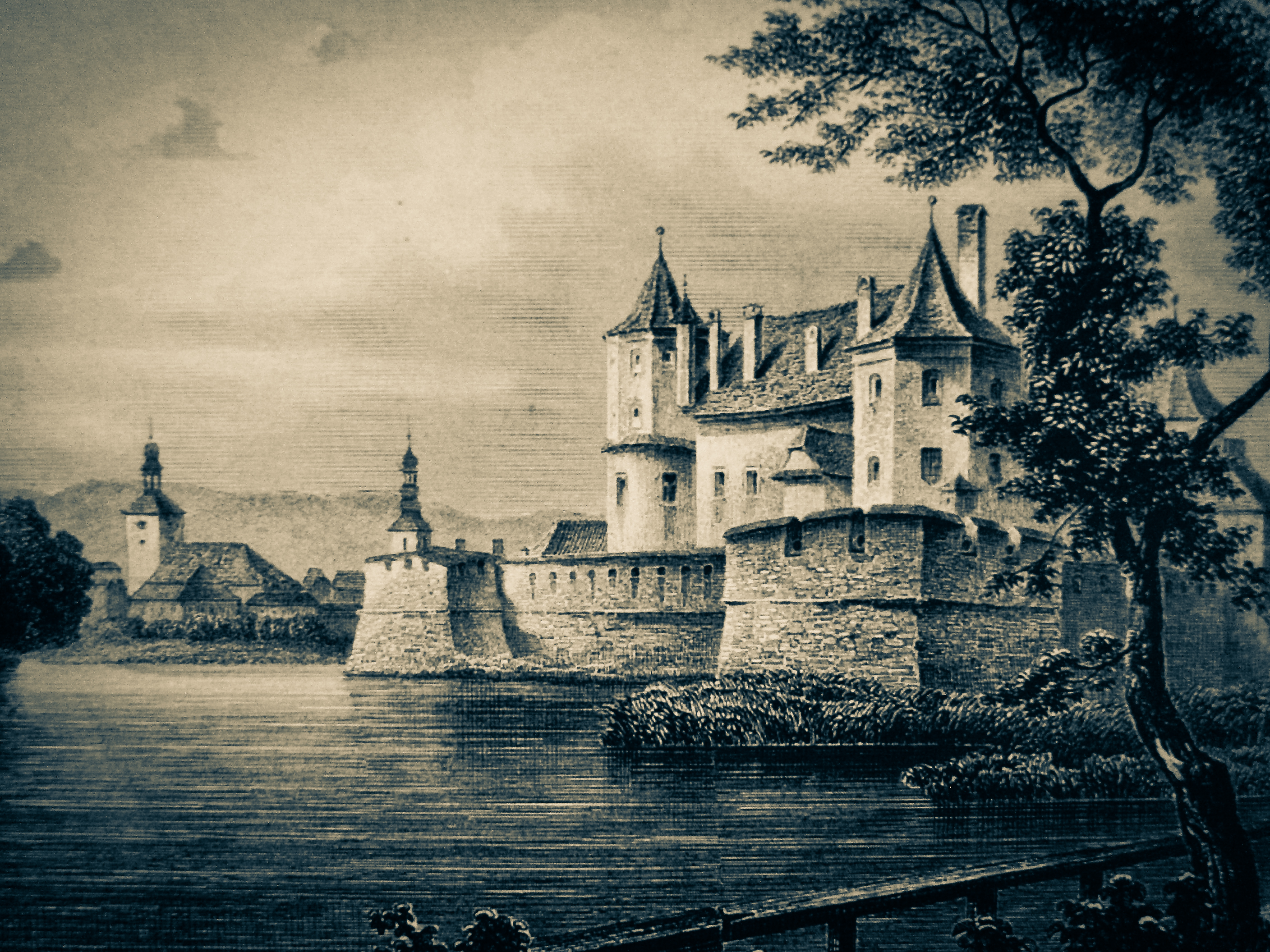
Gravat de la ciutadella de Făgăraș de Ludwig Rohbock (el 1883)

Făgăraș, juntament amb Amlaș, van constituir durant l'edat mitjana una regió d'autonomia local romanesa tradicional a Transsilvània. El primer document escrit que esmentava els romanesos de Transsilvània es referia a les terres vlaques ("Terra Blacorum") a la regió de Făgăraș el 1222. En aquest document, Andreu II d'Hongria va cedir Burzenland i els territoris cumans al sud de Burzenland fins al Danubi als cavallers teutònics. Després de la invasió tàrtara del 1241 al 1242, els saxons es van establir a la zona. El 1369, Lluís I d'Hongria va lliurar els estats reials de Făgăraș al seu vassall, Vladislav I de Valàquia. Com en altres casos similars a l'Europa medieval (com Foix, Pokuttya o Dauphiné), el feudal local va haver de prestar jurament de fidelitat al rei pel territori concret, fins i tot quan el primer era ell mateix un governant independent d'un altre estat. Per tant, la regió es va convertir en propietat feudal dels prínceps de Valàquia, però va romandre dins del Regne d'Hongria. El territori va romandre en poder dels prínceps valacs fins al 1464.
Excepte aquest període de domini valac, la ciutat era el centre de les finques reials circumdants. Durant el govern del príncep transsilvà Gabriel Bethlen (1613-1629), la ciutat es va convertir en un model econòmic de ciutat a les regions del sud del regne. Bethlen va reconstruir completament la fortalesa.
Des de llavors, Făgăraș era la residència de les esposes dels prínceps transsilvans, com a equivalent de Veszprém, la "ciutat de les reines hongareses". D'aquestes, Zsuzsanna Lorántffy, la vídua de George I Rákóczy, va establir aquí una escola romanesa el 1658. Probablement la princesa més destacada que residia a la ciutat era la princesa òrfena Kata Bethlen (1700–1759), enterrada davant de l'església reformada. L'església guarda diverses relíquies precioses de la seva vida. El seu vestit de núvia, amb l'escut de la família brodat i el vel de núvia, ara cobreix la taula de l'altar. Tots dos són de seda groga.
Făgăraș va ser el lloc de diverses dietes transsilvanes, principalment durant el regnat de Miquel I Apafi. L'església es va construir al voltant de 1715-1740. No gaire lluny hi ha el Col·legi Nacional Radu Negru, construït entre 1907-1909. Fins al 1919 va ser un gimnàs de llengua hongaresa on Mihály Babits va ensenyar durant un temps.

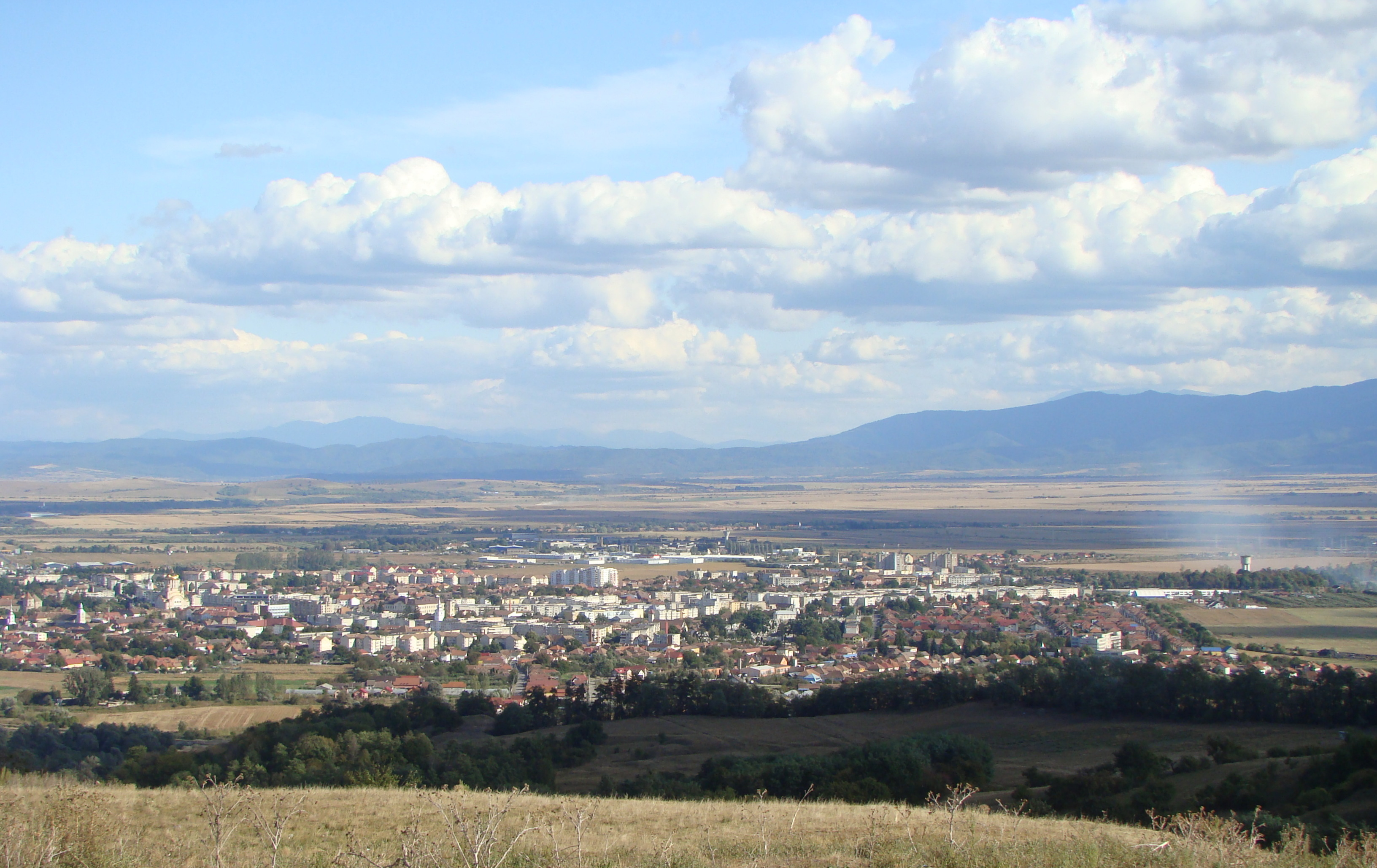
La ciutat de Făgăraș, amb les muntanyes Făgăraș al fons

Una llegenda local diu que Negru Vodă va abandonar la fortalesa central per viatjar al sud passant els Alps de Transsilvània per convertir-se en el fundador del Principat de Valàquia, tot i que Basarab I és tradicionalment conegut com el fundador de l'estat del segle XIV. A finals del segle XII la mateixa fortalesa era de fusta, però es va reforçar al segle xiv i es va convertir en una fortificació de pedra.
El 1850 els habitants de la ciutat eren 3.930, dels quals 1.236 eren alemanys, 1.129 romanesos, 944 hongaresos, 391 gitanos, 183 jueus i 47 d'altres ètnies mentrestant, el 1910, la ciutat tenia 6.579 habitants amb la següent proporció: 3357 hongarès, 2174 romanès i 1003 alemany. Segons el cens del 2011, dels residents sobre els quals es disposa de dades, el 91,7% de la població era romanesa, el 3,8% gitana, el 3,7% hongaresa i el 0,7% alemanya.

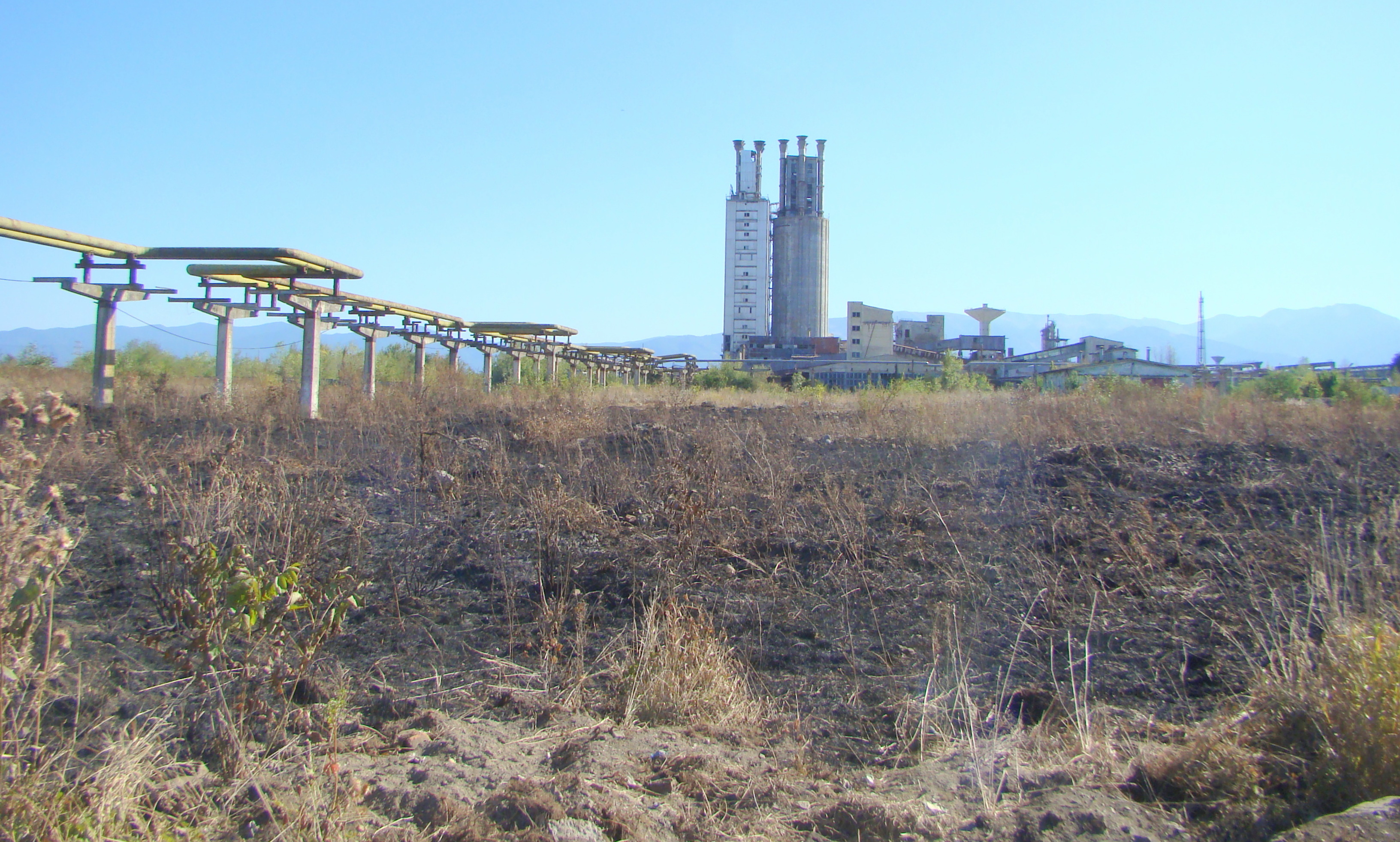
Planta química abandonada

El castell de Făgăraș va ser utilitzat com una fortalesa pel règim comunista. Durant la dècada de 1950 va ser una presó per a opositors i dissidents. Després de la caiguda del règim el 1989, el castell es va restaurar i actualment s'utilitza com a museu i biblioteca.
L'economia de la ciutat va quedar molt sacsejada per la desaparició de la majoria de les seves indústries després de la Revolució de 1989 i les dificultats i reformes que es van produir. Una part de la població de la ciutat va marxar com a treballadors convidats a Itàlia, Espanya o Irlanda.

### Història jueva

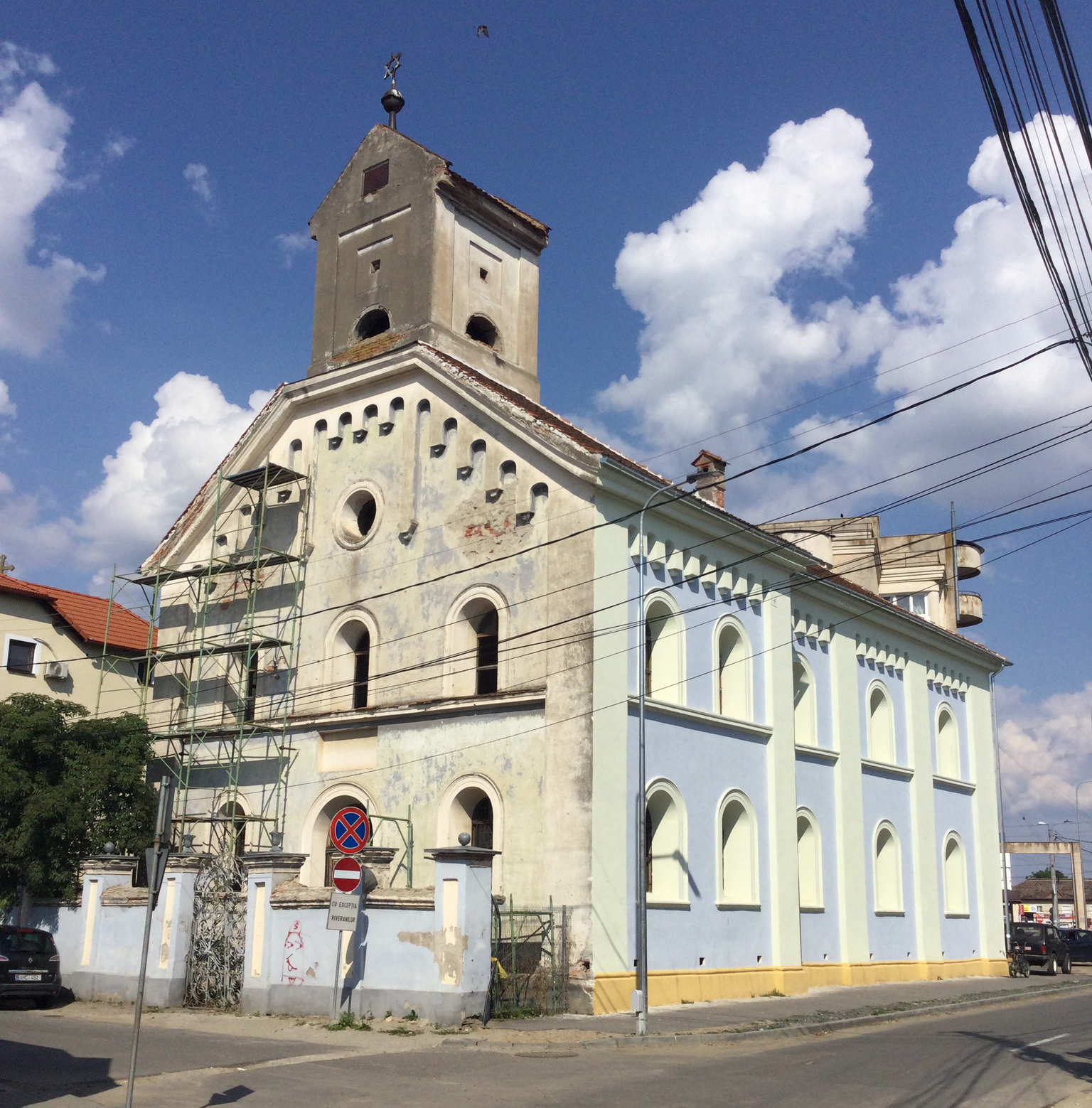
Sinagoga Făgăraș (1858)

Es va establir una comunitat jueva el 1827, que es va convertir entre les més grans del sud de Transsilvània a mitjan segle. Yehuda Silbermann, el seu primer rabí (1855-1863), va mantenir un diari d'esdeveniments comunitaris. Això encara existeix i serveix de font per a la història del jueu transsilvà. El 1869, la comunitat local es va unir a l'associació Neolog passant a una postura ortodoxa el 1926. Una escola jueva es va obrir a la dècada de 1860.
Hi havia 286 jueus el 1856, passant a 388 el 1930, o poc menys del 5% de la població. Durant la Segona Guerra Mundial, alemanys locals i la Guàrdia de Ferro van atacar jueus i van saquejar les seves propietats. Seixanta jueus van ser enviats a treballs forçats. Després del cop d'estat del rei Miquel d'agost de 1944, molts van marxar a ciutats més grans o van emigrar a Palestina. L'últim jueu de Făgăraș va morir el 2013.

## Personalitats
- Radu Negru (Negru-Vodă), llegendari governant de Valàquia (1290–1300).
- Gabriel Bethlen (1580-1629), príncep de Transsilvània entre 1613-1629.
- Inocențiu Micu-Klein, (1692–1768), bisbe d'Alba Iulia i Făgăraș (1728–1751) i primat de l'església greco-catòlica romanesa, va tenir la seva residència episcopal a Făgăraș entre 1732–1737.
- Ioan Pușcariu, capità de Făgăraș.
- Aron Pumnul (1818–1866) erudit, lingüista, filòleg, historiador de la literatura, professor de Mihai Eminescu, líder de la Revolució de 1848 a Transsilvània.
- Nicolae Densușianu (1846–1911), historiador, membre associat de l'Acadèmia Romanesa.
- Aron Densușianu (1837–1900), poeta i crític literari, membre associat de l'Acadèmia Romanesa.
- Badea Cârțan (Gheorghe Cârțan) (1848-1911), lluitant per la independència dels romanesos a Transsilvània.
- Ovid Densusianu (1873–1938), fill d'Alon Densușianu, filòleg, lingüista, folklorista, poeta i acadèmic, professor de la Universitat de Bucarest.
- Ștefan Câlția, pintor (nascut a Brașov el 1942).
- Ion Gavrilă Ogoranu (1923-2006) membre de l'organització feixista paramilitar la Guàrdia de Ferro, al grup de les muntanyes Făgăraș, antic alumne de l'actual Col·legi Nacional Radu Negru, classe de 1945.
- Octavian Paler (1926-2007), escriptor i publicista, antic alumne de l'actual Col·legi Nacional Radu Negru, classe de 1945.
- Laurențiu (Liviu) Streza (nascut el 1947), arquebisbe ortodox i metropolità de Transsilvània, antic alumne de l'actual Col·legi Nacional Radu Negru, classe de 1965.
- Horia Sima (1907-1993), codirector de Romania el 1940–1941 i segon líder de la Guàrdia de Ferro.
- Nicușor Dan (nascut el 1969), matemàtic, activista i polític.
- Mircea Frățică (nascut el 1957) Judoka que va guanyar el títol europeu el 1982 i medalles de bronze als Campionats Europeus de 1980, Campionats del Món de 1983 i Jocs Olímpics de 1984 (primer medallista de judo olímpic de Romania).

## Galeria

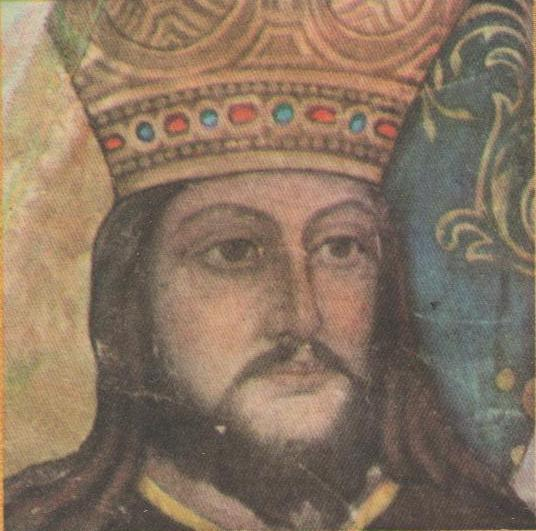
Negru-Vodă
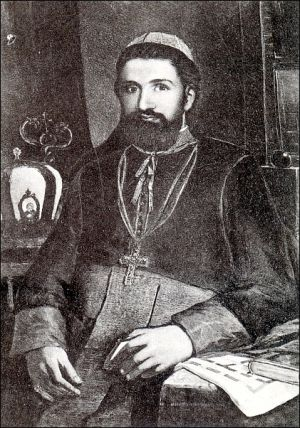
Inocențiu Micu-Klein
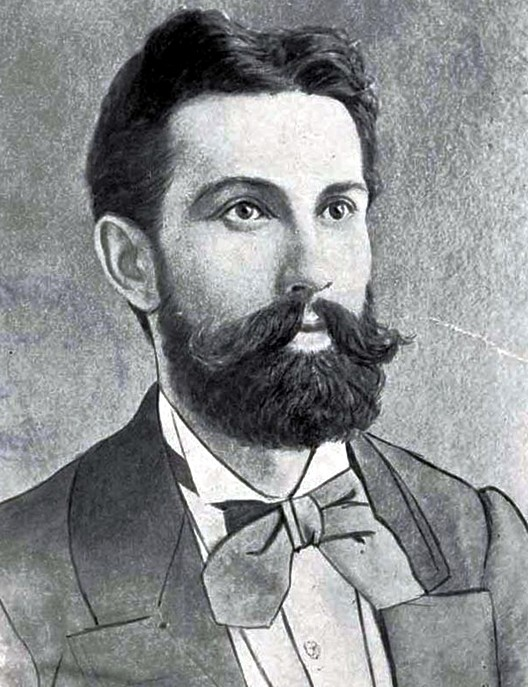
Nicolae Densușianu
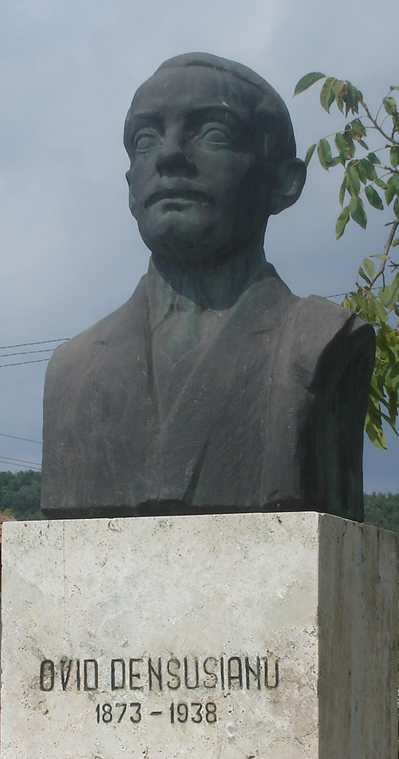
Ovidio Densusianu
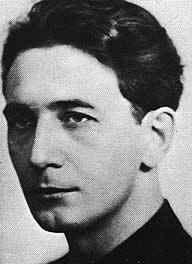
Horia Sima
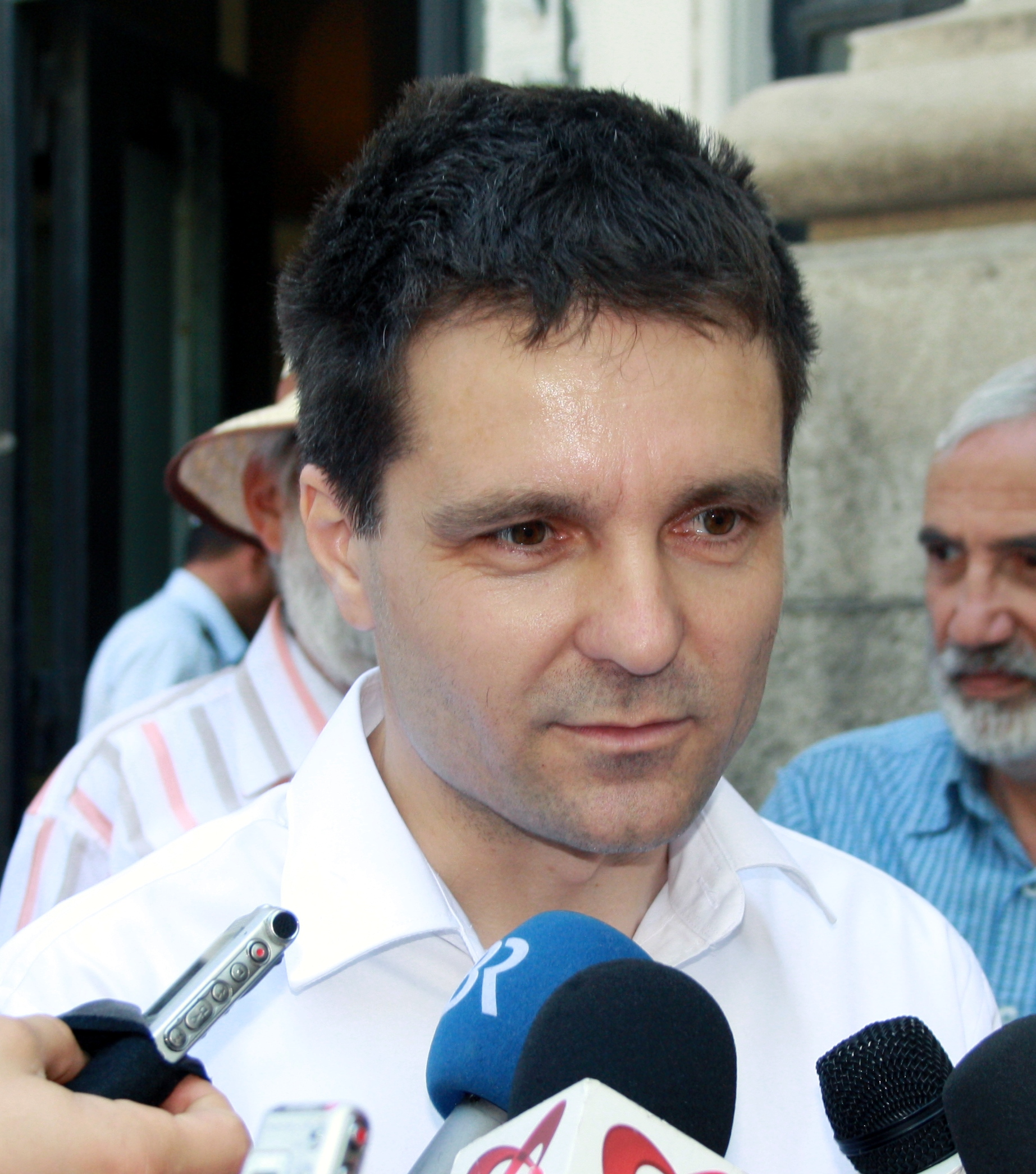
Nicușor Dan